# Raoul Schindler
Raoul Schindler (* 11. März 1923 in Wien; † 15. Mai 2014) war ein österreichischer Psychotherapeut, Psychoanalytiker und Psychiater mit den Arbeitsschwerpunkten Familientherapie, Gruppentherapie und Psychotherapie von Psychotikern. Er hat ein Interaktions-Grundmodell der gruppendynamischen Rangdynamik entwickelt, welches als Rangdynamisches Positionsmodell (1957) bezeichnet wird. In Österreich wird Schindlers gruppendynamisches Vorgehen in der Gruppentherapie als eigenständige psychotherapeutische Methode anerkannt.

## Visionen und Gründungen
Wiewohl im traditionellen Ambiente des Psychiatrischen Krankenhauses der Stadt Wien von 1963 bis 1988 als Primarius tätig, gilt Schindler heute als Wegbereiter der Wiener Psychiatriereform. Denn er hat von 1961 an das Referat Psychohygiene am Gesundheitsamt der Stadt Wien (heute Psychosozialer Dienst der Stadt Wien) aufgebaut und bis 1988 geleitet, angeregt durch Maxwell Jones Psychotherapie im stationären Bereich verankert und schließlich Angehörige und Nachbetreuung in die Behandlung psychotischer Menschen integriert.
1959 gründete er gemeinsam mit dem Psychoanalytiker Hans Strotzka, Traugott Lindner und anderen den Österreichischen Arbeitskreis für Gruppentherapie und Gruppendynamik (ÖAGG), eine Ausbildungs- und Forschungseinrichtung auf dem Gebiet der Gruppenarbeit. Heute hat der ÖAGG Regionalsektionen in ganz Österreich und Fachsektionen für Gruppendynamik, Gruppenpsychoanalyse, Dynamische Gruppenpsychotherapie, Psychodrama, Gestalttherapie und Systemische Familientherapie.
1967 gründete er die Alpbacher Trainingsseminare, die mit sehr experimentellem Charakter Entstehungs- und Zerfallsmechanismen großer Gruppen untersuchen und erlebbar machten.
1965 gründete er die Gesellschaft Pro mente Infirmis (heute pro mente Wien), ursprünglich eine Laienhilfsorganisation für die Nachbetreuung psychisch Erkrankter.
Gemeinsam mit Pakesch, Alfred Pritz, Erwin Ringel, Solms, Spiel, Hans Strotzka und anderen hat Schindler schließlich die wissenschaftlich arbeitenden Psychotherapievereine Österreichs in einem Dachverband zusammengeführt, der schließlich das österreichische Psychotherapiegesetz 1990 vorbereitete und erreichte.

## Ehrungen
- 1993 Goldenes Ehrenzeichen für Verdienste um die Republik Österreich (1952)[1]
- 1998 Psychotherapie und Gruppendynamik: Visionen einer mündigen Gesellschaft? Symposion zum 75. Geburtstag von Raoul Schindler
- 2003 Festvortrag von Fritz B. Simon zum 80. Geburtstag von Raoul Schindler, Beethovensaal in Wien
- 2007 Gruppenpsychotherapie heute Tagung zum 84. Geburtstag, gemeinsam veranstaltet von ÖAGG und Sigmund Freud PrivatUniversität Wien

## Publikationen
- Grundprinzipien der Psychodynamik in der Gruppe. In: Psyche. Band 11, Nr. 5, 1957, S. 308–314
- Soziodynamik der Krankenstation. In: Zeitschrift für diagnostische Psychologie und Persönlichkeitsforschung. Band 5, 1957, S. 227–236
- Ergebnisse und Erfolge der Gruppenpsychotherapie mit Schizophrenen nach den Methoden der Wiener Klinik. In: Wiener Zeitschrift für Nervenheilkunde und deren Grenzgebiete. Band 15, 1958, S. 250–261
- Über den wechselseitigen Einfluss von Gesprächsinhalt, Gruppenposition und Ich-Gestalt in der analytischen Gruppentherapie. In: Psyche. Band 14, Nr. 6, 1960, S. 382–392
- Familientherapie in offener Gruppe im Rahmen einer Angehörigen-Beratungsstelle. In: J. L. Moreno (Hrsg.): The International Handbook of Group Psychotherapy. Philosophical Library, New York 1966, S. 217–224
- Was lehrt uns die Gruppenerfahrung für das Verständnis der Psychodynamik bei schizophrenen Psychosen? In: Gruppenpsychotherapie und Gruppendynamik. Band 1, 1968, S. 41–50
- Das Verhältnis von Soziometrie und Rangordnungsdynamik. In: Gruppenpsychotherapie und Gruppendynamik. Band 3, 1969, S. 31–37
- Bifokale Familientherapie. In: Horst-Eberhard Richter, Hans Strotzka, Jürg Willi (Hrsg.): Familie und seelische Krankheit. Rowohlt, Reinbek 1976, S. 216–235
- Das lebendige Gefüge der Gruppe. Ausgewählte Schriften. Hrsg. von Christina Spaller, Konrad Wirnschimmel, Andrea Tippe, Judith Lamatsch, Ursula Margreiter, Ingrid Krafft-Ebbing und Michael Ertl. Wien, Psychosozial Verlag 2016. ISBN 978-3-8379-2514-2